# Avaskär
Avaskär war eine frühere dänische Hafenstadt in der Provinz Blekinge, die heute zu Schweden gehört. Der Ort lag etwa 50 Kilometer südlich von Kalmar.

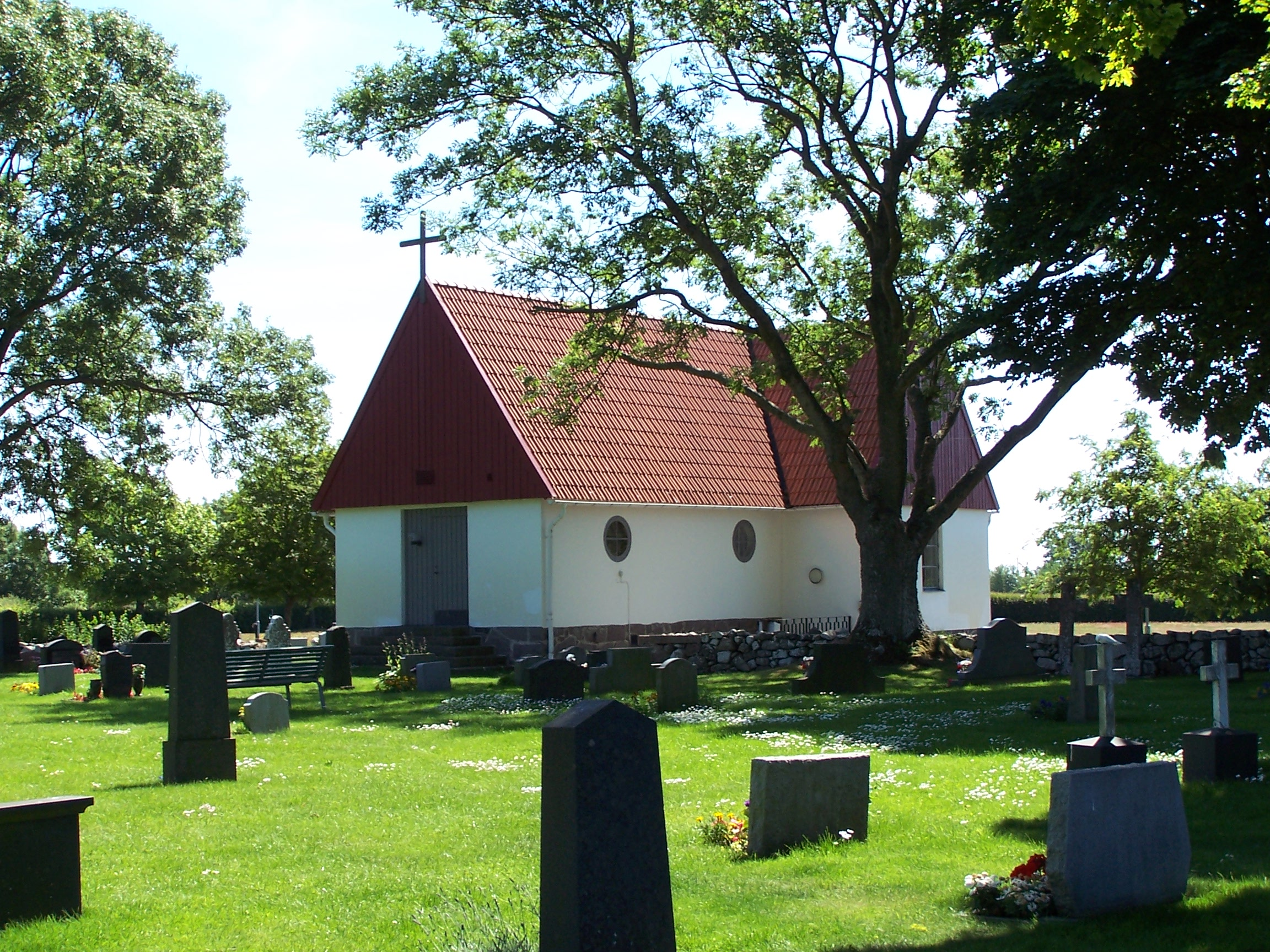
Avaskär, Kapelle

## Geschichte
Über die ursprüngliche Geschichte der Stadt ist sehr wenig bekannt. Es wird vermutet, dass der dänische König Waldemar IV. die Dokumente der Stadt vernichten ließ, als er Blekinge im 14. Jahrhundert zurückeroberte. 1451 trafen sich der schwedische König Karl VIII. und der dänische König Christian I. in Avakär. Beide Länder standen seit 1449 im Krieg und beim Treffen sollte darüber verhandelt werden, welches Land Anspruch auf die Insel Gotland erhalten sollte. Zu einem Ergebnis kam es jedoch nicht.
Avaskär war schlecht befestigt und aufgrund der Landhebung verschlechterten sich die Hafenverhältnisse. Am 15. September 1563 wurde die Stadt im Laufe des Dreikronenkrieges von Schweden niedergebrannt. Es erfolgte ein Wiederaufbau, doch die Blütezeit des Ortes war vorüber. 1598 traf Sigismund III. mit seiner Flotte in Avaskär ein und zog von hier aus nach Kalmar, um sein Recht auf den schwedischen Thron einzufordern. Ein Jahr später beschloss der dänische König Christian IV. den Ort mit der deutlich besser befestigten Stadt Kristianopel zu ersetzen. Danach verschwand Avaskär von der Landkarte.